# Steve Yatzoglou
Steve Yatzoglou (grec moderne : Στηβ Γιατζόγλου), né le 11 décembre 1949, est un joueur et entraîneur de basket-ball américain naturalisé grec. Il évolue au poste de meneur.

## Palmarès
- Champion de Grèce 1976, 1978
- Coupe de Grèce 1976, 1977, 1978, 1980